# Cocoradalen
Cocoradalen ((spansk): Valle de Cocora) er en dal i departementet Quindío i de nordvestlige Colombia. Den ligger i Cordillera Central i Andesbjergene, og er en del af Los Nevados nationalpark. Dalen er særlig kendt for sine mange Quindío (Ceroxylon quindiuense), som er Colombias nationaltræ.
4°38′28″N 75°32′29″V / 4.6411°N 75.5414°V